# Ann-Lou Jørgensen
Ann-Lou Jørgensen (* 12. Juni 1977 in Odder), nicht zu verwechseln mit der dänischen Badmintonspielerin Ann Jørgensen, ist eine ehemalige dänische Badmintonspielerin.

## Karriere
Ann-Lou Jørgensen gewann 2002 die Goldmedaille bei den Badminton-Europameisterschaften im Doppel mit Jane F. Bramsen. Des Weiteren gewann sie unter anderem die Hungarian International, Czech International, Dutch Open, Denmark Open und die Polish International. 2000 und 2004 startete sie bei Olympia und wurde dabei 9. im Jahr 2000 und 5. im Jahr 2004 jeweils im Doppel.

## Sportliche Erfolge
| Saison    | Veranstaltung                            | Disziplin    | Platz | Name                                                                |
| --------- | ---------------------------------------- | ------------ | ----- | ------------------------------------------------------------------- |
| 1995      | Norwegian International                  | Mixed        | 1     | Thomas Stavngaard / Ann-Lou Jørgensen                               |
| 1996      | Hungarian Open                           | Mixed        | 1     | Jonas Rasmussen / Ann-Lou Jørgensen                                 |
| 1996      | Czech International                      | Mixed        | 1     | Jonas Rasmussen / Ann-Lou Jørgensen                                 |
| 1996      | Czech International                      | Damendoppel  | 1     | Ann-Lou Jørgensen / Christina Sørensen                              |
| 1996/1997 | EBU Circuit                              | Damendoppel  | 1     | Ann-Lou Jørgensen                                                   |
| 1996/1997 | EBU Circuit                              | Mixed        | 1     | Jonas Rasmussen / Ann-Lou Jørgensen                                 |
| 1997      | Dutch Open                               | Mixed        | 1     | Jonas Rasmussen / Ann-Lou Jørgensen                                 |
| 1997      | BMW Open                                 | Herrendoppel | 1     | Ann-Lou Jørgensen / Tine Rasmussen                                  |
| 1997      | BMW Open                                 | Mixed        | 1     | Janek Roos / Ann-Lou Jørgensen                                      |
| 1998      | Scottish Open                            | Damendoppel  | 1     | Ann-Lou Jørgensen / Mette Schjoldager                               |
| 1998      | Spanish International                    | Damendoppel  | 1     | Ann-Lou Jørgensen / Mette Schjoldager                               |
| 1998      | Polish International                     | Damendoppel  | 1     | Ann-Lou Jørgensen / Tine Rasmussen                                  |
| 1998      | Polnische Internationale Meisterschaften | Mixed        | 2     | Jesper Mikla / Ann-Lou Jørgensen                                    |
| 1998/1999 | Dänemark: Einzelmeisterschaften          | Damendoppel  | 1     | Mette Schjoldager, Hvidovre BC / Ann-Lou Jørgensen, Kastrup Magleby |
| 1999      | Indonesian Open                          | Damendoppel  | 5     | Mette Schjoldager / Ann-Lou Jorgensen                               |
| 1999      | All England                              | Damendoppel  | 3     | Ann-Lou Jørgensen / Rikke Olsen                                     |
| 1999      | Nordische Meisterschaften                | Damendoppel  | 1     | Ann-Lou Jørgensen / Mette Schjoldager                               |
| 1999      | Taiwan Open                              | Damendoppel  | 5     | Mette Schjoldager / Ann-Lou Jørgensen                               |
| 2000      | All England                              | Damendoppel  | 5     | Ann-Lou Jørgensen / Mette Schjoldager                               |
| 2000      | Taiwan Open                              | Damendoppel  | 5     | Mette Schjoldager / Ann-Lou Jørgensen                               |
| 2001      | Indonesian Open                          | Mixed        | 5     | Michael Lamp / Ann-Lou Jørgensen                                    |
| 2001      | Swiss Open                               | Mixed        | 3     | Michael Lamp / Ann-Lou Jørgensen                                    |
| 2001/2002 | Dänemark: Einzelmeisterschaften          | Damendoppel  | 1     | Jane F. Bramsen / Ann-Lou Jørgensen (KMB)                           |
| 2002      | Dutch Open                               | Damendoppel  | 1     | Ann-Lou Jørgensen / Rikke Olsen                                     |
| 2002      | China: Internationale Meisterschaften    | Mixed        | 3     | Michael Lamp / Ann-Lou Jørgensen                                    |
| 2002      | Europameisterschaft                      | Damendoppel  | 1     | Jane F. Bramsen / Ann-Lou Jørgensen                                 |
| 2002      | Indonesian Open                          | Damendoppel  | 5     | Ann-Lou Jørgensen / Jane Bramsen                                    |
| 2002/2003 | Dänemark: Einzelmeisterschaften          | Damendoppel  | 1     | Rikke Olsen / Ann-Lou Jørgensen (KMB)                               |
| 2003      | China: Internationale Meisterschaften    | Damendoppel  | 5     | Rikke Olsen / Ann-Lou Jörgensen                                     |
| 2003      | All England                              | Damendoppel  | 3     | Ann-Lou Jørgensen / Rikke Olsen                                     |
| 2003      | China: Internationale Meisterschaften    | Mixed        | 3     | Michael Lamp / Ann-Lou Jørgensen                                    |
| 2003/2004 | Dänemark: Einzelmeisterschaften          | Damendoppel  | 1     | Rikke Olsen / Ann-Lou Jørgensen (KMB)                               |
| 2004      | Olympia                                  | Damendoppel  | 5     | Ann-Lou Jørgensen / Rikke Olsen                                     |
| 2004      | Europameisterschaft                      | Damendoppel  | 2     | Rikke Olsen / Ann-Lou Jørgensen                                     |
| 2007/2008 | Dänemark: Einzelmeisterschaften          | Mixed        | 1     | Joachim Fischer / Ann-Lou Jørgensen (KMB)                           |